# Mavis Bateyová
Mavis Lilian Batey, MBE (přechýleně Bateyová, rozená Lever; 5. května 1921 Londýn – 12. listopadu 2013 Petworth), byla anglická kryptoanalytička za druhé světové války. Byla jedna z vedoucích kryptoanalytiček v britském vojenském dešifrovacím středisku v Bletchley Park.
Později se stala historičkou zahradnictví, vedla kampaň za ochranu historických parků a zahrad, a začala psát knihy. Bateyová byla v roce 1985 oceněna pamětní medailí Veitch a v roce 1987 se stala se nosilelkou Řádu britského impéria (MBE). V obou případech byla oceněna za činnost v ochraně zahrad.

## Mládí
Mavis Lilian Lever se narodila 5. května 1921 v londýnské čtvrti Dulwich matce švadleně a otci pracujícímu na poště. Vyrůstala v Norbury a chodila na dívčí školu Coloma Convent v Croydonu. V mezidobí mezi světovými válkami studovala němčinu na UCL.
„Soustředila jsem se na německý romantismus a pak si uvědomila, že bude brzy neužitečný a že bych doopravdy měla dělat něco lepšího pro válečné úsilí.“
Rozhodla se tedy své studium přerušit. Původně si podala žádost o místo zdravotní sestry, ale zjistila, že po jejích lingvistických dovednostech je velká poptávka.

## Šifrování kódů
V londýnské kontrašpionážní sekci byla nejprve zaměstnána, aby hledala případné špionážní šifry v inzerci The Times. Poté v roce 1940 byla zaměstnána jako "prolamovačka kódů" přímo v Bletchley Park. Byla asistentkou Dillyho Knoxe a byla angažovaná v dešifrovacím úsilí před bitvou u Matapanu. Dle Daily Telegraph se brzy seznámila se stylem nepřátelských operátorů natolik, že dokázala odhadnout, že dva z nich mají přítelkyni jménem Rosa. Bateyová vytvořila úspěšnou techniku, která může být použita kdekoliv.
I přesto, že Bateyové bylo pouze 19 let, začala pracovat na dešifrování přístroje Enigma italského námořnictva. V březnu 1941 se úspěšně nabourala do jejich systému a dešifrovala zprávu "Dnes je den mínus tři". Ona a její kolegové pracovali 3 dny a 3 noci aby zjistili, že Italové chtějí zaútočit na konvoj britského královského námořnictva, přepravující zásoby z egyptského Caira do Řecka. Zpráva, kterou rozluštili, jim poskytla detailní plán Italského útoku, což vedlo ke zničení většiny italských námořních sil u mysu Matapan na pobřeží Řecka spojeneckými silami. Velitel spojenců v bitvě u Matapanu, admirál Andrew Cunningham, později navštívil Bletchley Park, aby poděkoval Knoxovi, Bateyové a dalším účastníkům, kteří se na dešifrování zpráv podíleli a umožnili tím vítězství.

Knox, talentovaný "dešifrátor kódů" (prolomil Zimmermannův telegram v první světové válce) a taky známý odborník na klasiku, napsal oslavnou báseň úspěchu spojenců u Matapanu. Sloka zahrnující Bateyovou a to jakou klíčovou roli ve vítězství sehrála: 
"When Cunningham won at Matapan, By the grace of God and Mavis, 'Nigro simillima cygno est,' praise Heaven, A very 'rara avis.' " ("Like the black swan, she is, praise heaven, a very rare bird".) Batey později řekla, "Je to pro 19 letou dívku velice opojné".
V prosinci 1941 prolomila zprávu mezi Bělehradem a Berlínem, která umožnila Knoxovu týmu dešifrovat Enigmu patřící německé vojenské rozvědce Abwehr a Enigmy, o které se doposud myslelo, že je nerozluštitelná. Později Bateyová prolomila další přístroj německé rozvědky, GGG. To umožnilo Britům sledovat zprávy a potvrdit si, že Němci uvěřili agentům, kteří byli Brity nastrčeni jako špioni.
V Bletchley Park potkala Keitha Bateyho, matematika a dešifrátora, kterého si v roce 1942 vzala za muže.

## Publikace
Mavis Bateyová napsala biografii Dillyho Knoxe: Dilly: The Man Who Broke Enigmas. Kniha pojednává o vládních operacích a prolamování šifer v Bletchley Parku. V knize také popisuje, jak prolomila Italskou Enigmu, čímž pomohla k vítězství britského námořnictva v bitvě u Matapanu.

## Pozdější život a ocenění
Bateyová strávila po roce 1945 nějaký čas v diplomatických službách a vychovala 3 děti, 2 dcery a syna. Publikovala množství knih o historii zahrad, také několik souvisejících s Bletchley Park, a byla prezidentkou Garden History Society, jejíž tajemnicí se stala v roce 1971.
Roku 1985 byla oceněna pamětní medailí Veitch a v roce 1987 se stala se nosilelkou Řádu britského impéria (MBE). V obou případech byla oceněna za činnost v ochraně zahrad.
Jako 92letá vdova skonala 12. 11. 2013 v Petworthu, malé vesnici v municipalitě Chichester v hrabství Západní Sussex.
V roce 2005 uspořádala společnost The Gardens Trust první výroční soutěž Mavis Batey Essay, mezinárodní soutěž zaměřenou na ještě nevydaná díla studentů o historii zahrad, o botanice, o zahradničení, ekologii, a jiné. Cena oslavuje úspěchy Bateyové a její činnost v zahradničení. Rok 2020 byl šestnáctým ročníkem soutěže.

## Dílo
- (1980) Alice's Adventures in Oxford. Pitkin Pictorials. ISBN 978-0853722953.
- (1982) Oxford Gardens: The University's Influence on Garden History. ISBN 978-0861270026.
- (1983) Nuneham Courtenay: An Oxfordshire 18th-century Deserted Village.
- (1984) Reader's Digest Guide to Creative Gardening.
- (1988) Jacques, David; van der Horst, Arend Jan (eds.) The Gardens of William and Mary. London: Christopher Helm. ISBN 978-0747016083.
- (1989) The Historic Gardens of Oxford & Cambridge. ISBN 978-0333446805.
- with David Lambert (1990) The English Garden Tour: A View Into the Past. John Murray. ISBN 978-0719547751.
- (Spring 1991) "Horace Walpole as Modern Garden Historian". Garden History. 19 (1): 1–11. doi:10.2307/1586988. JSTOR 1586988.
- (1995) Regency Gardens. Shire Books. ISBN 978-0747802891.
- (1995) Story of the Privy Garden at Hampton Court. ISBN 978-1899531011.
- (1996) Jane Austen and the English Landscape.
- (1998) The World of Alice.
- (1999) Alexander Pope: Poetry and Landscape. Barn Elms. ISBN 978-1-89953-105-9.
- (2008) From Bletchley with Love. Bletchley Park Trust. ISBN 978-1-906723-04-0.
- (2009) Dilly: The Man Who Broke Enigmas. Dialogue. ISBN 978-1-90644-701-4.
- (2017) "Breaking machines with a pencil (chapter 11)" In Copeland, Jack; et al. (eds.). The Turing Guide. Oxford University Press. pp. 97–107. ISBN 978-0-19-874783-3.